# Anarchy in the U.K.
«Anarchy in the U.K.» és una cançó del grup anglès de punk rock Sex Pistols. Va ser publicada com a senzill de debut el 26 de novembre de 1976 i després va ser inclosa a l'àlbum Never Mind the Bollocks, Here's the Sex Pistols. «Anarchy in the U.K.» figura al número 56 de la Llista de les 500 millors cançons de tots els temps segons Rolling Stone i és una de les 500 cançons que van donar forma al Rock and Roll Hall of Fame.

## Història
Originalment publicat en una funda negra llisa, el senzill va ser l'únic enregistrament de Sex Pistols publicat per EMI, i va arribar al número 38 de la UK Singles Chart abans que EMI rescindís el contracte amb el grup el 6 de gener de 1977, un mes després que els seus membres blasfemessin durant un programa de televisió en directe.
El 2007, els membres supervivents, tot i que sense el baixista original Glen Matlock, van tornar a gravar «Anarchy in the U.K.» per al videojoc Guitar Hero III: Legends of Rock. La cançó també és present al videojoc Tony Hawk's Pro Skater 4 com a part de la banda sonora. La cançó també apareix a la sèrie de televisió Constantine en l'episodi «The Devil's Vinyl.
El 21 d'abril de 2012 es va publicar un 7" d'edició limitada amb motiu del Record Store Day d'aquell any. El juny de 2022, un white label del senzill que pertanyia al periodista musical John Peel es va vendre per més de 20.000 lliures a una subhasta.

## Lletra
Al documental The Filth and the Fury, el cantant Johnny Rotten va explicar que la millor rima que podia idear per a la primera línia, «I am an Antichrist», era la segona línia, «I am an anarchiste». El mànager de Sex Pistols, Malcolm McLaren, va considerar la cançó «una crida a les armes al jovent, una declaració d'autogovern, d'independència definitiva».
Les abreviatures utilitzades a la lletra fan referència a grups armats de la dècada del 1970 omnipresents en la premsa de l'època: l'IRA (Exèrcit Republicà Irlandès), l'UDA (Associació de Defensa de l'Ulster) i l'MPLA (Moviment Popular per a l'Alliberament d'Angola). Quan Rotten canta «I use the enemy», és un homònim deliberat de «I use the NME», o New Musical Express, el setmanari musical.
«Anarchy in the U.K.» va ser versionada per la banda estatunidenca de thrash metal Megadeth per al seu tercer àlbum So Far, So Good.... So What!, de 1988. En aquesta versió «UK» es canvia per «EUA», encara que el títol es manté igual. El videoclip de la cançó és un muntatge d'imatges de la banda tocant en directe, de personatges polítics de dibuixos animats, de diverses escenes de violència i d'un home sotmès a teràpia talment Alex a La taronja mecànica.
Mötley Crüe també va versionar la cançó al seu àlbum recopilatori de 1991 Decade of Decadence, afegint analogies i organitzacions estatunidenques a la lletra.